# Pleuridium nervosum
Pleuridium nervosum là một loài rêu trong họ Ditrichaceae. Loài này được Hook. Mitt. mô tả khoa học đầu tiên năm 1856.